# Sibiriska Handelsbanken
Sibiriska Handelsbanken (ryska: Сибирский торговый банк) var en affärsbank i det ryska imperiet, som grundades 1872 och nationaliserades av sovjetregeringen 1917.
Banken hade sitt säte i Jekaterinburg, men leddes i praktiken från sitt andra huvudkontor i Sankt Petersburg. 
Fram till slutet av 1800-talet var banken huvudsakligen engagerad i handelskrediter för varor och råvaror, samt i köp av guld och platina och förädling av dessa metaller i sina egna laboratorier i Jekaterinburg, Tomsk och Irkutsk. Under åren öppnade banken 14 filialer i de största städerna i Sibirien och Uralregionen. Många av dess bankhus är bevarade och ett antal av dem är byggnadsminnen.
Banken deltog i finansieringen av järnvägar, rederier, inrättandet av nya och utbyggnad av gamla industriföretag, inklusive kolgruvor, krigsmaterielfabriker, inklusive Vulkan-anläggningen. Under ledning av Siberiska Handelsbanken inrättades den mongoliska nationalbanken 1914. Banken organiserade en serie geologiska expeditioner för att utforska guldfyndigheter och utforska  kopparmalmsfyndigheter i Dzhezkazgan.
Sibiriska Handelsbanken likviderades i likhet andra privata ryska banker genom att den anslöts till Ryska federationens statsbank genom ett dekret från Federativa exekutivkommittén 1917. Genom ett dekret den 23 januari 1918 konfiskerades aktiekapitalet tillsammans med andra privata bankers aktiekapital till förmån för Rysslands statsbank.
Under 1990-talet fanns under några år till 1997 en privat bank med samma namn i Ryssland. Dess banklicens återkallades då.

## Bildgalleri

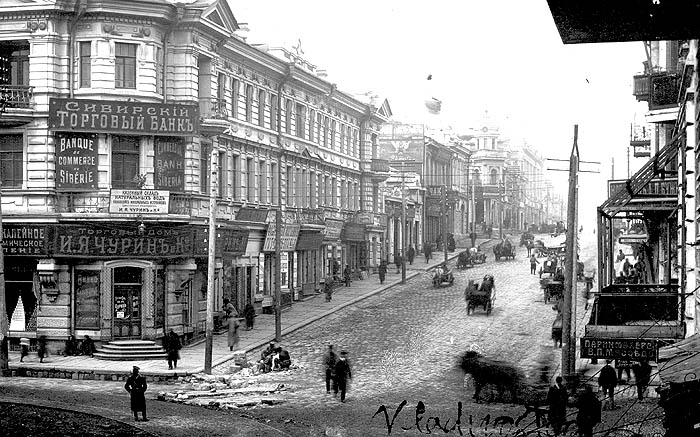
Sibiriska Handelsbankens tidigare kontor i hörnet av Svetlanskaya- och Aleutiangatorna i Vladivostok, 1914
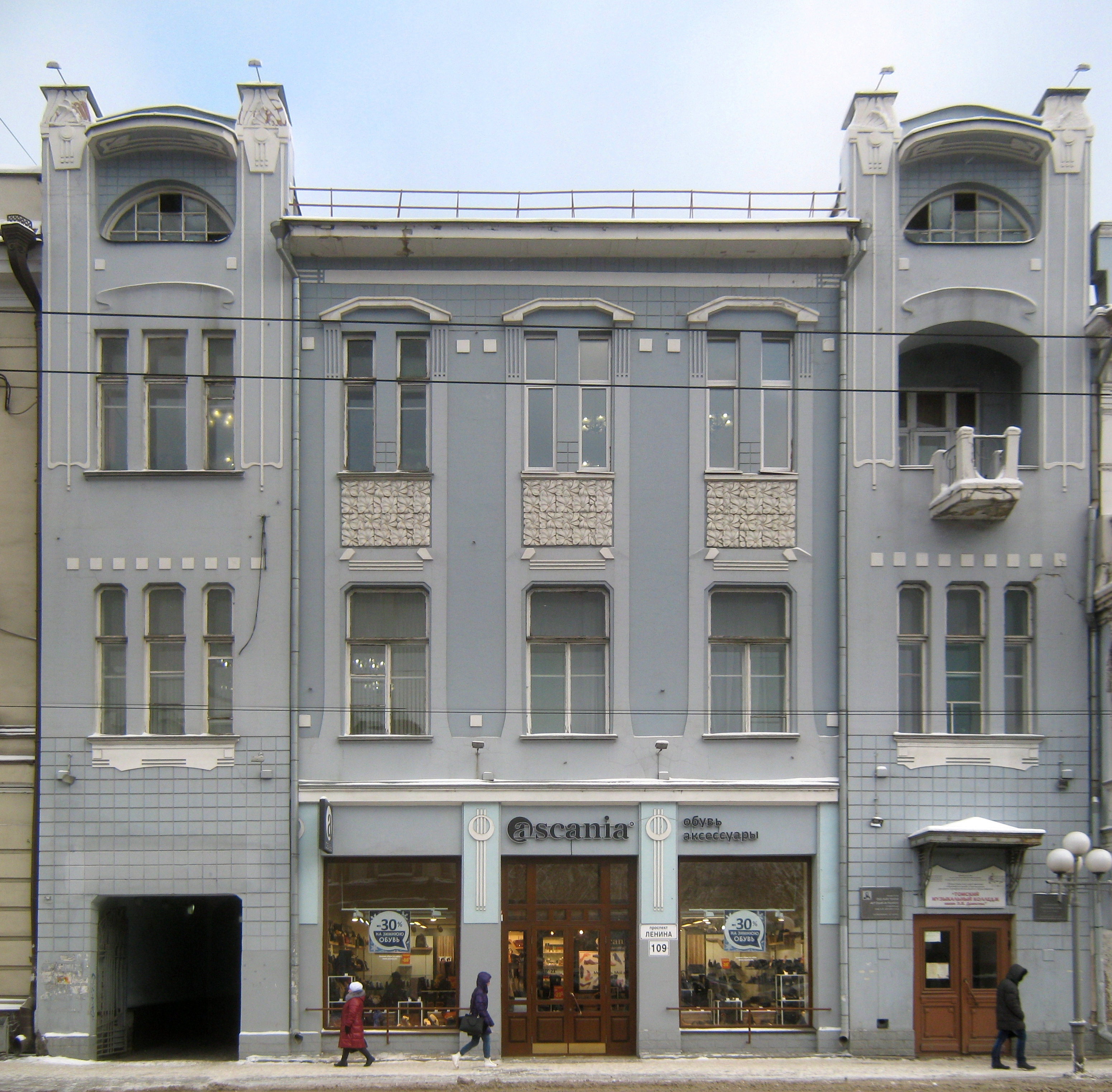
Sibiriska Handelsbankens tidigare kontor i Tomsk
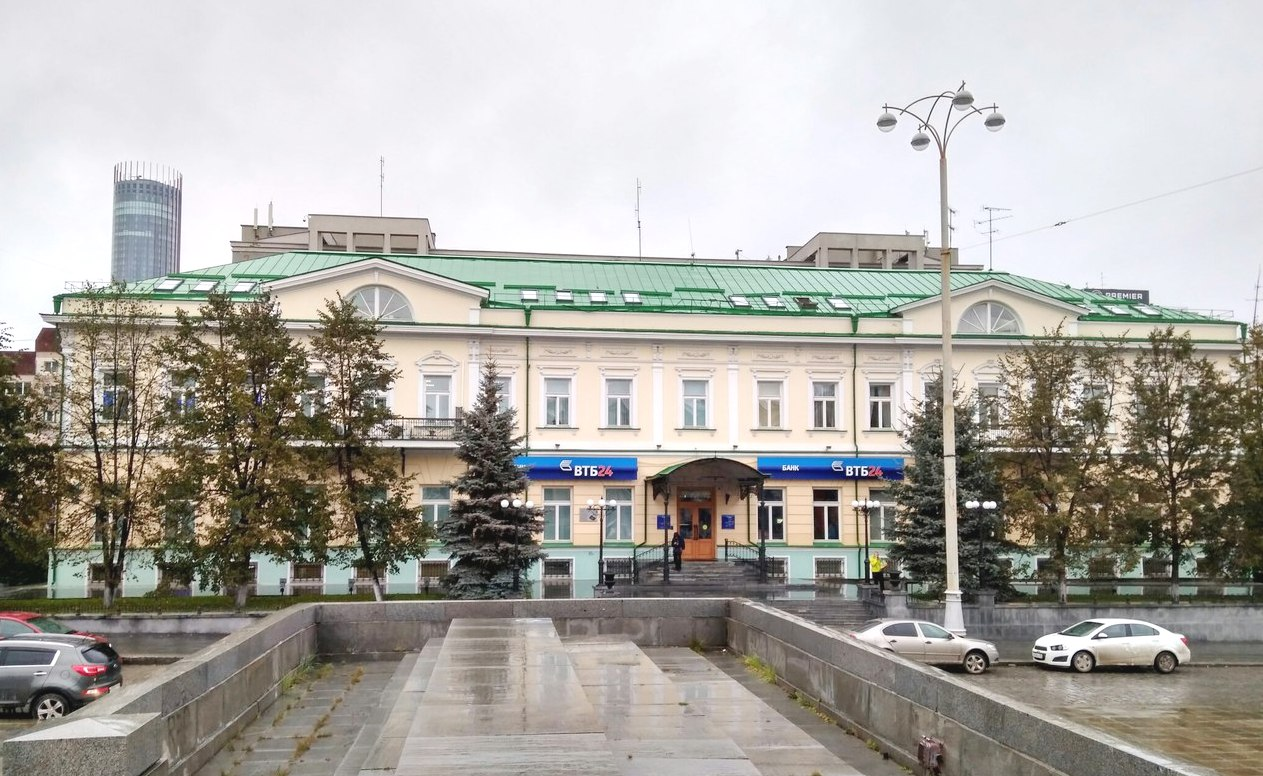
Sibiriska Handelsbankens tidigare huvudkontor i Jekaterinburg, byggnadsminne
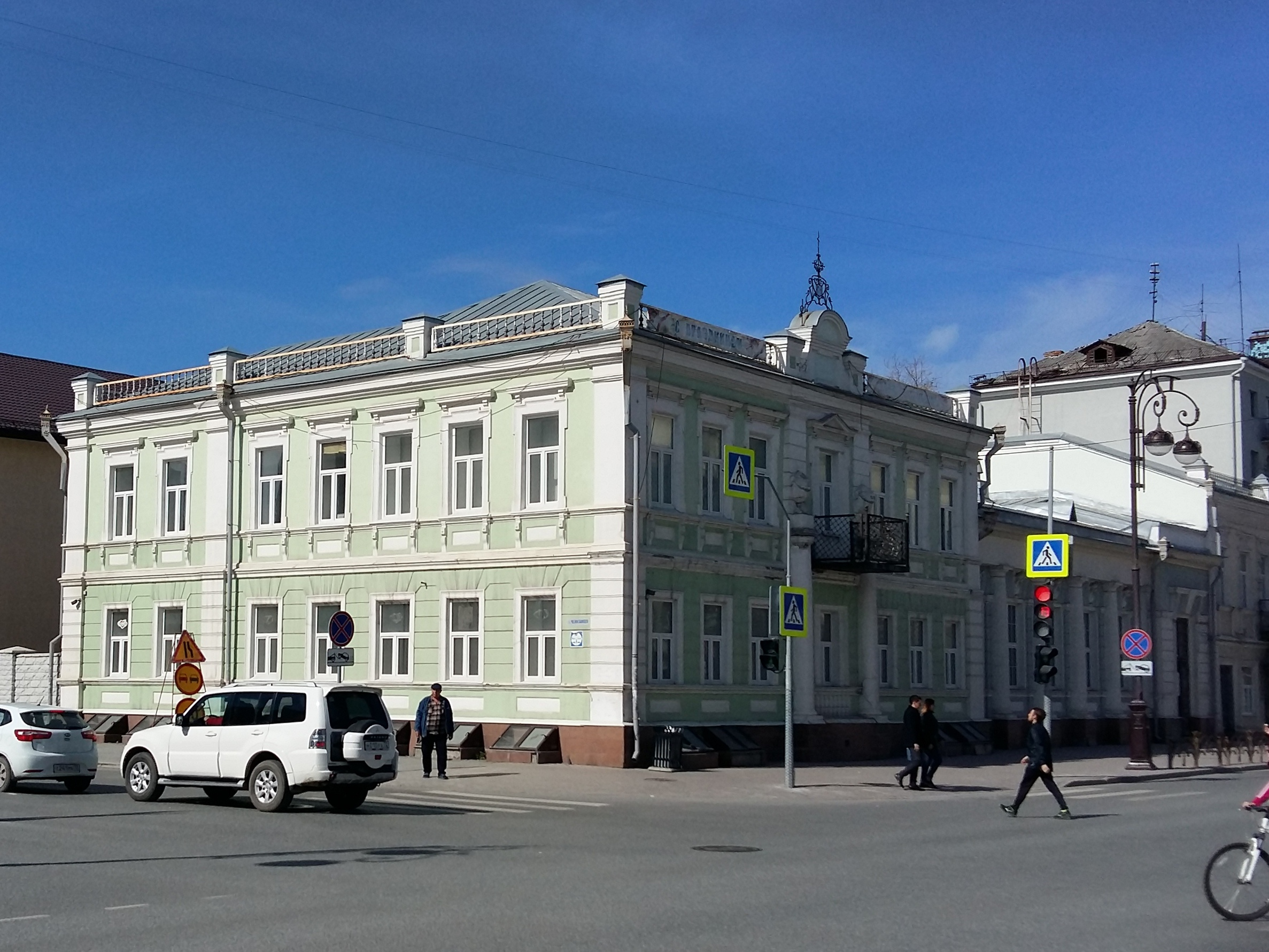
Sibiriska Handelsbankens tidigare kontor i Tyumen
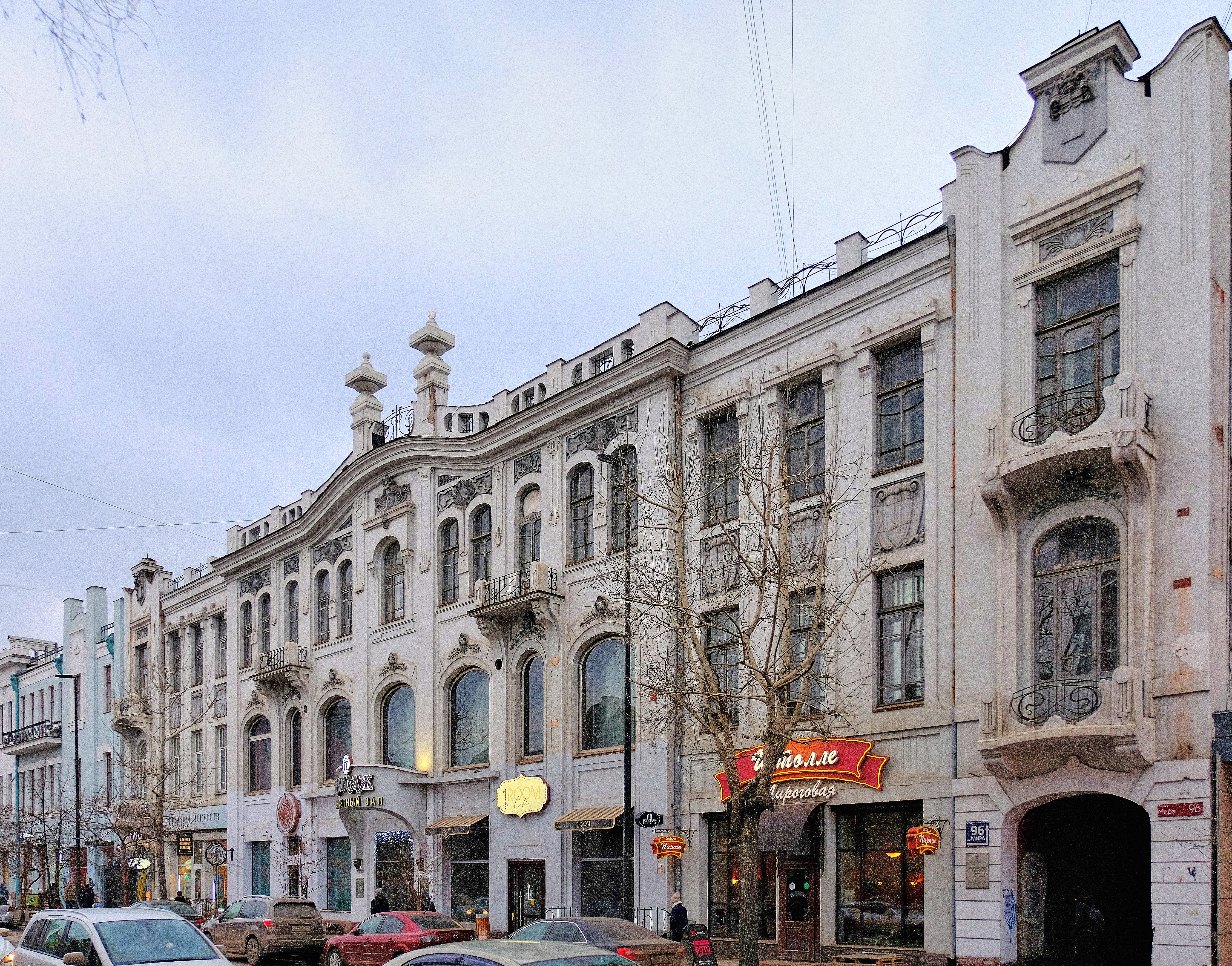
Sibiriska Handelsbankens tidigare kontor i Krasnojarsk
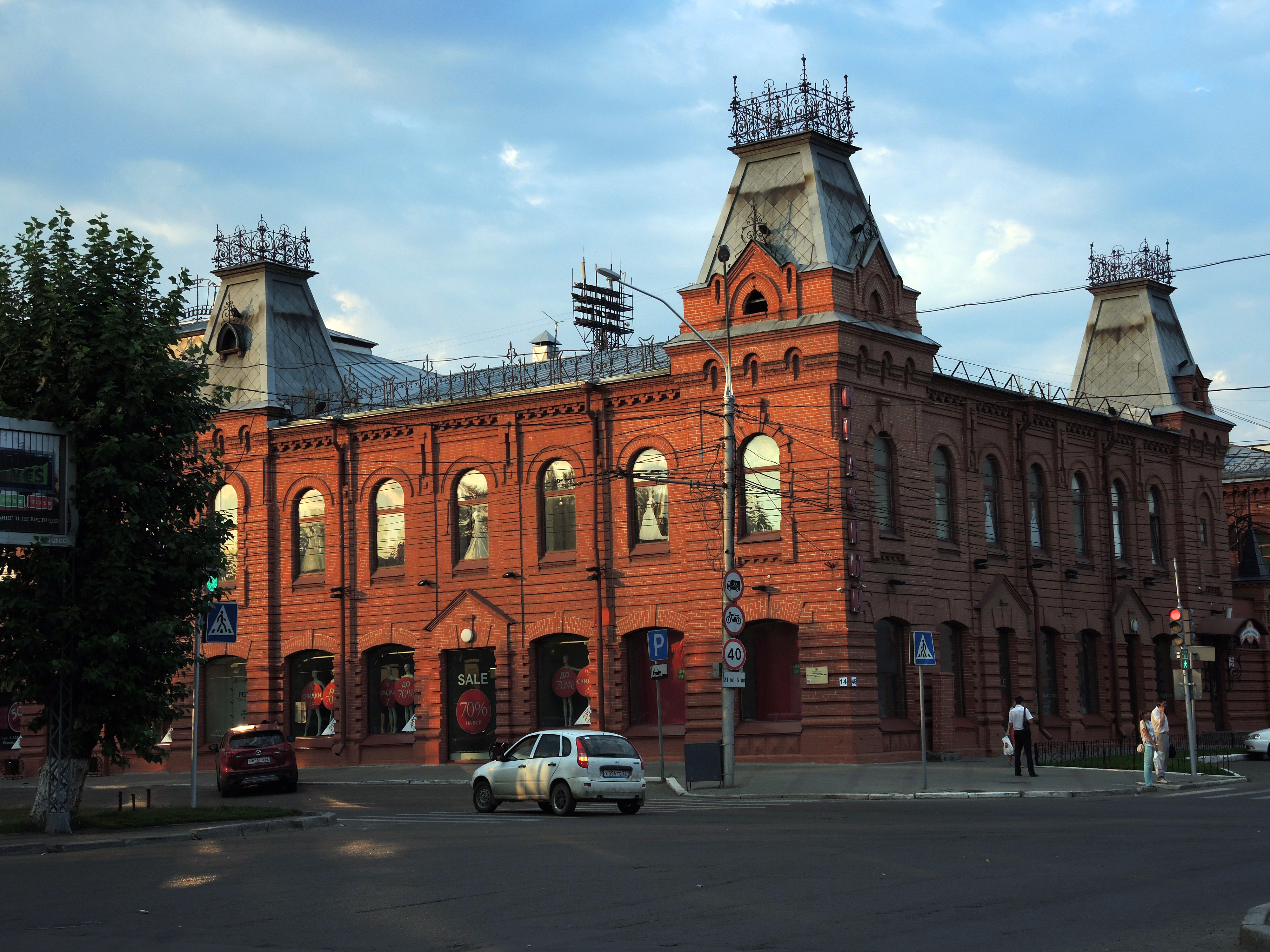
Sibiriska Handelsbankens tidigare kontor i Barnaul
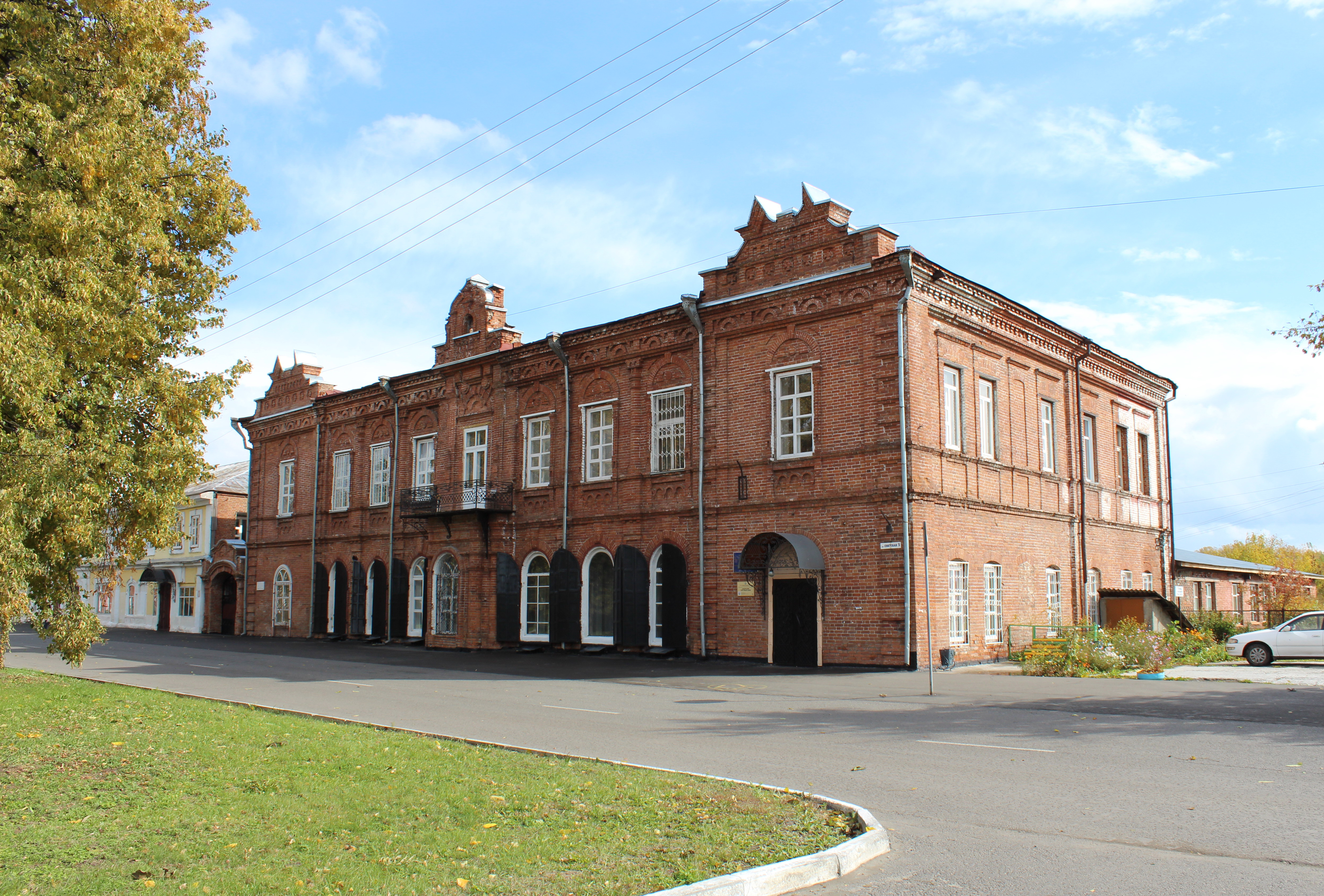
Sibiriska Handelsbankens tidigare kontor i Bijsk
Sibiriska Handelsbankens tidigare kontor i Minusinsk